# Gmina zbiorowa Duingen
Gmina zbiorowa Duingen (niem. Samtgemeinde Duingen) – dawna gmina zbiorowa położona w niemieckim kraju związkowym Dolna Saksonia, w powiecie Hildesheim. Siedziba gminy zbiorowej znajdowała się w mieście (niem. Flecken) Duingen. 1 listopada 2016 gmina zbiorowa została połączona z gminą zbiorową Gronau (Leine) tworząc nowa gminę zbiorową Leinebergland. Cztery gminy wchodzące w jej skład przyłączono do miasta Duingen i stały się tym samym jego dzielnicami.

## Podział administracyjny
Do gminy zbiorowej Duingen należało pięć gmin:
1. Coppengrave
2. Duingen, miasto
3. Hoyershausen
4. Marienhagen
5. Weenzen